# المنطقة الجنوبية (الكاميرون)
المنطقة الجنوبية (بالإنجليزية: South Region)‏ هي منطقة في الكاميرون، بلغ عدد سكانها 633,082 نسمة وذلك حسب إحصائيات سنة 2007، عاصمتها ايبولوا، تبلغ مساحتها 47,191 كيلومتر مربع.

## الموقع
تشترك في الحدود مع:
- المنطقة الساحلية
  - سنتر
  - الشرق.

## التقسيمات الإدارية
تنقسم المنطقة لـ 4 مقاطعات تنقسم بدورها لـ 30 مقاطعة فرعية (دوائر)، التي تنقسم لقرى:
| المقاطعة     | المركز    | المساحة    | السكان       | الدوائر |
| ------------ | --------- | ---------- | ------------ | ------- |
| Dja-et-Lobo ‏ | سنجميليما | 19،911 كم² | 196951 نسمة  | 9       |
| Mvila ‏       | ايبولوا   | 8697 كم²   | 179429 نسمة  | 8       |
| Océan ‏       | كريبي     | 11.280 كم² | 133.062 نسمة | 9       |
| فالي دو نتم  | أمبام     | 7303 كم²   | 79182 نسمة   | 4       |